# アレクサンドル・ヴィソツキー

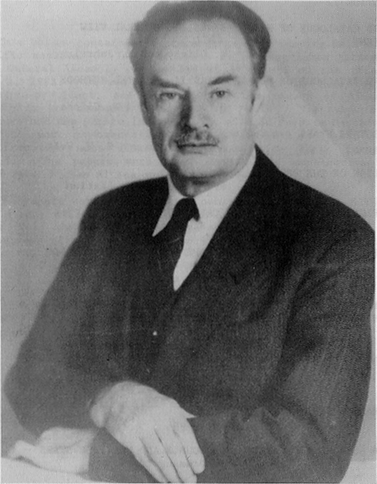
アレクサンドル・ヴィソツキー

アレクサンドル・ヴィソツキー（Alexander Nikolayevich Vyssotsky、1888年5月23日-1973年12月31日）は、ロシアの天文学者である。ロシア帝国のモスクワで生まれ、モスクワ大学で修士号を得た。
バージニア大学マコーミック天文台にいた35年の間に、多くの論文を発表した。彼の最も有名な成果は、恐らく5つの恒星の一覧を収めた星表Dwarf M Stars Found Spectrophotometricallyである。この星表は、近くの恒星をその動きで同定したのではなく、固有の分光学的特徴で同定した初めての星表であるという点で重要である。この時まで、近い恒星のほとんどは、その大きな固有運動で同定されていたが、太陽に近い全ての恒星が大きな固有運動を持っているわけではなく、この選定基準は、抽出バイアスの原因となっていた。ヴィソツキーの観測は、カーネギー研究所から寄付されたマコーミック天文台の10インチクック天体写真儀を用いて行われた。この装置は、対物プリズムを用い、視野内の全ての恒星のスペクトルを同時に撮影することができた。このスペクトルにより、ヴィソツキーらは、表面温度や重力によって恒星を分類し、数千のM型星を同定することができた。
1929年、彼はフィラデルフィア出身の同僚の天文学者エマ・T・R・ウィリアムズと結婚した。彼女は生涯、彼の研究の協力者となった。2人の息子ヴィクター・ヴィソツキーは数学者兼コンピュータ科学者で、Multicsのプロジェクトに関わり、「Darwin」というゲームを開発した。アレクサンドルは、1973年にフロリダ州ウィンターパークで死去した。